# Steel Glove
Steel Glove is een verzamelalbum van de Duitse band Accept. Het verscheen in 1995.

## Nummers
1. Fast as a Shark (3:56)
2. I'm a Rebel (3:44)
3. Restless and Wild (4:20)
4. Lady Lou (3:03)
5. The King (4:12)
6. Starlight (3:53)
7. China Lady (3:56)
8. Save Us (4:34)
9. Down and Out (3:45)
10. No Time to Lose (4:32)
11. I Wanna Be No Hero (4:03)
12. Free Me Now (3:02)
13. Do It (4:10)
14. Can't Stand the Night (5:22)
15. Breaker (3:38)
16. Son of a Bitch (3:44)
17. Hell Driver (2:42)
18. Burning (5:05)
19. Thunder & Lighting (4:01)